# Trofej Pekky Rautakalliona
Trofej Pekky Rautakalliona je ocenění ve finské hokejové lize SM-liiga. Cena je udělována pro nejlepšího obránce ligy.

## Vítězové
| Sezóna                      | Hráč                     | Tým                     |
| --------------------------- | ------------------------ | ----------------------- |
| 1977/1978                   | Pekka Rautakallio        | Porin Ässät             |
| 1978/1979                   | Pekka Rautakallio        | Porin Ässät             |
| 1979/1980                   | Reijo Ruotsalainen       | Oulun Kärpät            |
| 1980/1981                   | Reijo Ruotsalainen       | Oulun Kärpät            |
| 1981/1982                   | Pertti Lehtonen          | HIFK Hockey             |
| 1982/1983                   | Nikolai Makarov          | Jokerit Helsinky        |
| 1983/1984                   | Tapio Levo               | Porin Ässät             |
| 1984/1985                   | Tapio Levo               | Porin Ässät             |
| 1985/1986                   | Pekka Rautakallio        | HIFK Hockey             |
| 1986/1987                   | Hannu Virta              | TPS Turku               |
| 1987/1988                   | Timo Jutila              | Tappara Tampere         |
| 1988/1989                   | Hannu Virta              | TPS Turku               |
| 1989/1990                   | Hannu Virta              | TPS Turku               |
| 1990/1991                   | Hannu Virta              | TPS Turku               |
| 1991/1992                   | Harri Laurila            | JYP Jyväskylä           |
| 1992/1993                   | Erik Hämäläinen          | Jokerit Helsinky        |
| 1993/1994                   | Petteri Nummelin         | TPS Turku               |
| 1994/1995                   | Marko Kiprusoff          | TPS Turku               |
| 1995/1996                   | Mika Strömberg           | Jokerit Helsinky        |
| 1996/1997                   | Brian Rafalski           | Hämeenlinnan Pallokerho |
| 1997/1998                   | Allan Measures           | Ilves-Hockey            |
| 1998/1999                   | Brian Rafalski           | HIFK Hockey             |
| 1999/2000                   | Toni Lydman              | HIFK Hockey             |
| 2000/2001                   | Jouni Loponen            | TPS Turku               |
| 2001/2002                   | Tom Koivisto             | Jokerit Helsinky        |
| 2002/2003                   | Marko Tuulola            | HIFK Hockey             |
| 2003/2004                   | Toni Söderholm           | HIFK Hockey             |
| 2004/2005                   | Ilkka Mikkola            | Oulun Kärpät            |
| 2005/2006                   | Lasse Kukkonen           | Oulun Kärpät            |
| 2006/2007                   | Cory Murphy              | HIFK Hockey             |
| 2007/2008                   | Arto Laatikainen         | Espoo Blues             |
| 2008/2009                   | Markus Seikola           | Ilves-Hockey            |
| 2009/2010                   | Lee Sweatt               | TPS Turku               |
| 2010/2011                   | Sami Vatanen             | JYP Jyväskylä           |
| 2011/2012                   | Sami Vatanen             | JYP Jyväskylä           |
| 2012/2013                   | Shaun Heshka             | Porin Ässät             |
| 2013/2014                   | Lasse Kukkonen           | Oulun Kärpät            |
| 2014/2015                   | Esa Lindell              | Porin Ässät             |
| 2015/2016                   | Yohann Auvitu            | HIFK Hockey             |
| 2016/2017                   | Miika Koivisto           | Jokerit Helsinky        |
| 2017/2018                   | Miro Heiskanen           | HIFK Hockey             |
| 2018/2019                   | Oliwer Kaski             | Pelicans                |
| 2019/2020                   | Matt Caito               | KooKoo                  |
| 2020/2021                   | Robin Press              | Lukko Rauma             |
| 2021/2022                   | Vili Saarijärvi          | Lukko Rauma             |
| 2022/2023                   | Valtteri Kemiläinen      | Tappara Tampere         |
| 2023/2024                   | Charles-Edouard D'Astous | KooKoo                  |
| 2024/2025                   |                          |                         |
| Zdroj na eliteprospects.com |                          |                         |